# Tipula (Savtshenkia) sciadoptera
Tipula (Savtshenkia) sciadoptera is een tweevleugelige uit de familie langpootmuggen (Tipulidae). De soort komt voor in het Oriëntaals gebied.